# HMS Belleisle (1795)
HMS Belleisle (Корабль Его Величества «Бельиль») — 74-пушечный линейный корабль третьего ранга. Первый корабль Королевского флота,
названный HMS Belleisle, в честь острова Бель-Иль. Первоначально был французским судном типа Temeraire и носил название Formidable, но был захвачен британским флотом во время сражения у острова Груа. Впоследствии корабль вошел в состав Королевского флота как Belleisle. Он продолжал службу до 1814 года, приняв участие в сражении при Трафальгаре.

## Французская служба
Корабль был заложен в 1793 году на верфи в Рошфоре как Lion. Спущенный на воду 29 апреля 1794 года он был переименован в Marat, а затем в мае 1795 года в Formidable.
6 ноября 1794 года Marat, в качестве флагмана контр-адмирала Жозефа-Мари Нилли, в составе эскадры из пяти линейных кораблей и трёх фрегатов в Кельтском море перехватил два британских линейных корабля Alexander и Canada, которые возвращались в Англию. Британские корабли разделились и попытались уйти от французов, но адмирал Нилли тоже разделил свою эскадру и устремился в погоню. Canada, как более быстроходному судну удалось уйти, но медленный Alexander вскоре был настигнут французским судном Jean-Bart, который обменялся с Alexander несколькими бортовыми залпами. Полчаса спустя Jean-Bart вышел из боя, а его место занял Marat, который тоже вскоре был вынужден выйти из боя лишившись грот- и крюйс-стеньг. Однако к этому времени к месту боя подошли ещё несколько французских кораблей и Alexander спустил флаг. В сражении Marat потерял 10 человек ранеными.
16 июня 1795 года Formidable, под командованием капитана Шарля Линуа, в составе эскадры вице-адмирала Вилларе де Жуайёза, состоящей из тринадцати линейных кораблей, двух фрегатов, двух бригов и куттера устремился в погоню за британской эскадрой вице-адмирала сэра Уильяма Корнуоллиса из пяти линейных кораблей и двух фрегатов. Ввиду сильно превосходящих сил противника, Корнуоллис приказал отступать. После целого дня преследования, передовые французские корабли, в том числе и Formidable, предприняли попытку отрезать Mars, шедший в арьергарде британской эскадры, и открыли по нему сильный огонь. Mars потерял двенадцать человек ранеными, был сильно поврежден, а ближе к концу дня он свалился из линии под ветер и попал бы в плен, не поверни ему на помощь Royal Sovereign и Triumph, которые вынудили французские корабли отступить.
22 июня 1795 года Formidable, находясь вместе с флотом у острова Бель-Иль, наткнулся на британский Флот Канала под командованием лорда Бридпорта, который пустился в погоню. Британский флот из 14 линейных кораблей, 5 фрегатов и 6 мелких судов, в течение суток преследовал французский (12 линейных кораблей) с зюйд-веста и загнал его к острову Груа. Места для отступления не осталось, и Вилларе-Жуайёз был вынужден принять бой. Alexander, в ноябре 1794 года захваченный французами у англичан, отстал от остальной части эскадры и вскоре был захвачен. Formidable, который находился в линии перед Alexander, был настигнут 100-пушечным Queen Charlotte, который обстреливал его в течение 15 минут нанеся тяжелые повреждения, убив и ранив более 320 человек и вызвав пожар на юте. Пока французский экипаж пытался его погасить, Sans Pareil, флагман контр-адмирала лорда Хью Сеймура, поравнялся с Formidable и дал по нему бортовой залп, в результате чего Formidable стал терять скорость и всё больше отставать от основных сил. Когда Sans Pareil опередил избитый корабль, Formidable потерял бизань-мачту и Линуа, видя, что основные силы британцев стремительно приближаются, спустил свой флаг и сдался.

## Британская служба
Корабль был принят в состав Королевского флота, но так как в строю уже был корабль, названный Formidable, то приз был переименован в Belleisle (возможно, кто-то ошибочно решил, что бой проходил у острова Бель-Иль, а не Груа).
8 июля 1803 года Belleisle, под командованием капитана Джона Уитби, в составе британской эскадры контр-адмирала сэра Ричарда Бикертона из восьми линейных кораблей и трёх фрегатов приступил к блокаде Тулона. Он оставался у Тулона до марта 1805 года, отлучаясь лишь для пополнения запасов и пресной воды.
После того как Вильнев отплыл из Тулона в Вест-Индию 29 марта 1805 года с эскадрой из одиннадцати линейных кораблей, шести фрегатов и двух шлюпов, Belleisle в составе эскадры Нельсона устремился за ним в погоню. Британцам так и не удалось обнаружить там франко-испанский флот, а 12 июня Нельсон узнал об уходе союзников и он с 11 кораблями вновь пустился в свою неутомимую погоню. Однако Вильнёв взял курс на Ферроль, а Нельсон на Кадис, полагая что противник направляется в Средиземное море.

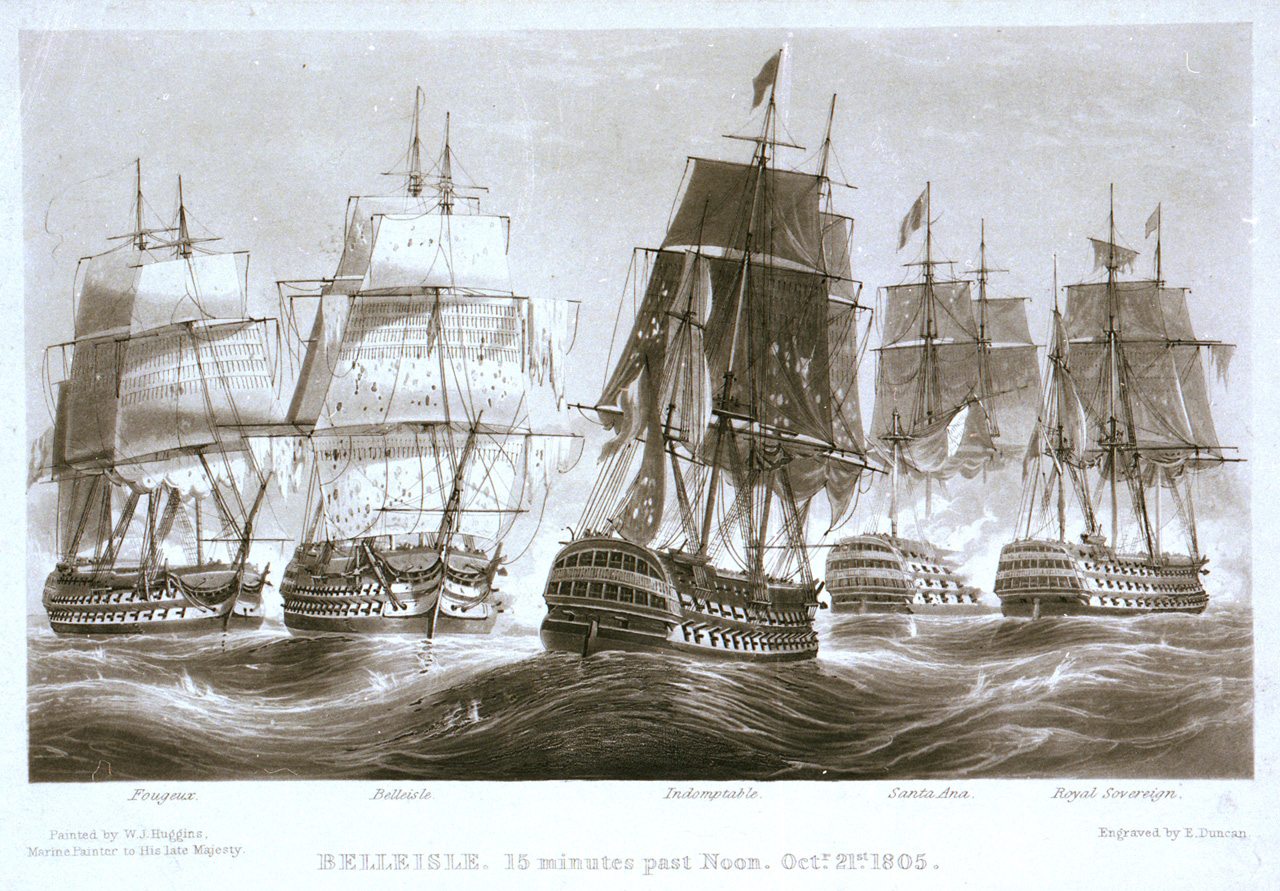
Belleisle (второй слева) при Трафальгаре

21 октября 1805 года Belleisle, под командованием капитана Уильяма Харгуда, входил в колонну вице-адмирала Катберта Коллингвуда в Трафальгарском сражении. Belleisle был вторым кораблем в линии, располагаясь сразу за флагманом Коллингвуда Royal Sovereign. Вслед за кораблём Коллингвуда сразу после полудня Belleisle удалось прорвать франко-испанскую линию обменявшись несколькими выстрелами с 74-пушечным испанским кораблём Monarca. Затем пройдя с наветренной стороны 112-пушечного Santa-Ana он дал по нему полный залп, затем обменялся несколькими залпами с 80-пушечным французским кораблем Indomptable, после чего вступил в бой с 74-пушечным San-Juan-Nepomuceno. Вскоре Belleisle лишился грот-мачты, а так как к нему приближались корабли арьергарда, которые прибыли, чтобы поддержать центр, его положение стало критическим.

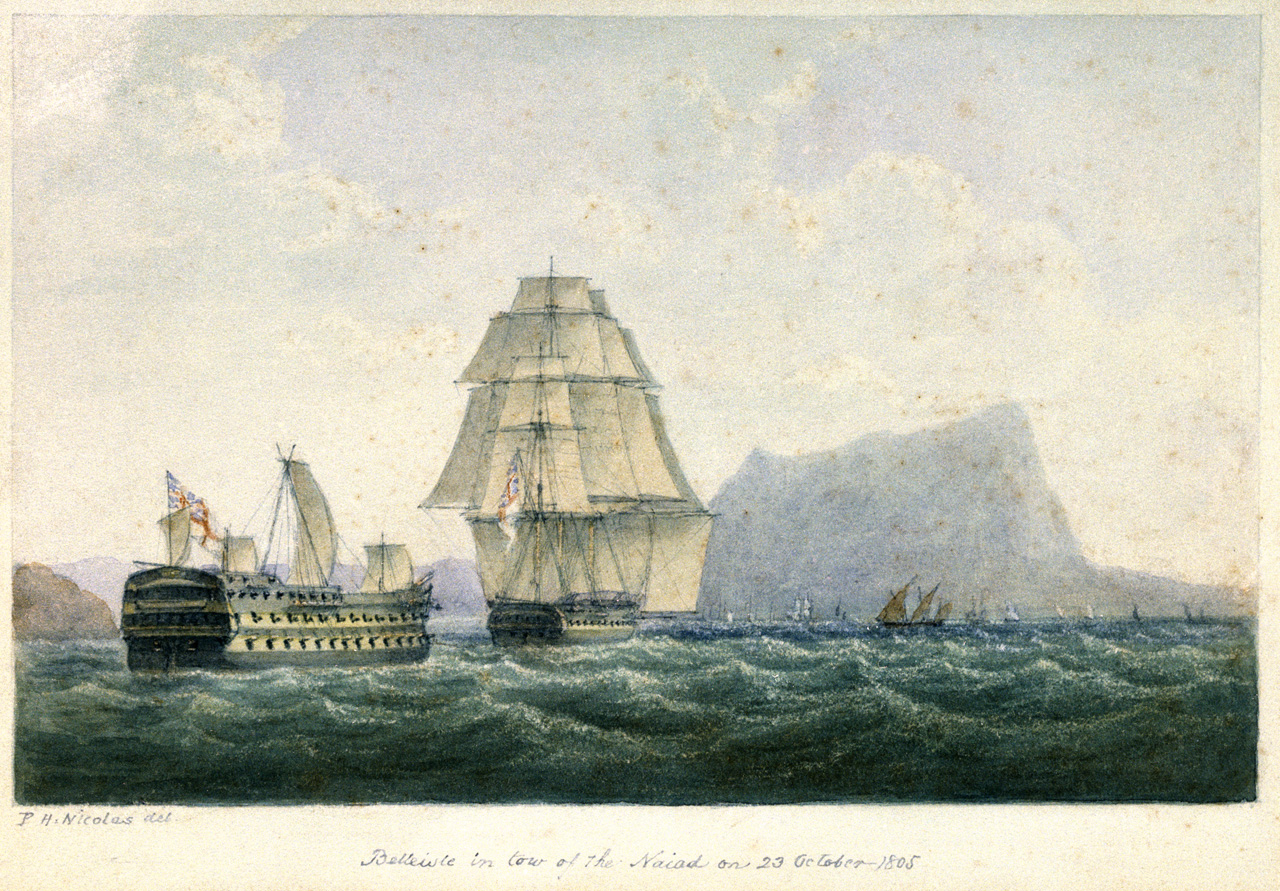
Belleisle на буксире Naiad

В час дня он попал под огонь 74-пушечного Fougueux, который сбил его бизань-мачту, затем корабль был обстрелян сначала
74-пушечными Achille и Aigle, а после 74-пушечным San-Justo и 64-пушечным San-Leandro. Попав под столь сильный обстрел корабль был сильно поврежден, лишился всех мачт, возможности маневрировать и вести бой (упавшие мачты и части рангоута фактически вывели из строя орудия левого борта). Если бы не два британских корабля, подошедших к нему на помощь, Belleisle наверняка был бы захвачен. Потеряв 33 человека убитыми и 93 ранеными, он был затем отбуксирован в Гибралтар фрегатом Naiad.
19 мая 1806 года Belleisle в составе эскадры контр-адмирала Ричарда Стрэчена отправился на поиски эскадры контр-адмирала Вильоме, которая прорвала блокаду Бреста и устремилась в Вест-Индию. После того как в августе эскадра Вильоме была сильно рассеяна после урагана, Belleisle, Bellona и фрегат Melampus перехватили 74-пушечный французский корабль Imputueux, который сильно пострадал от шторма, а потому не мог уйти от преследования и был вынужден выброситься на берег и затем был сожжен.
Как только была началась война с Данией, британцы приняли решение захватить острова Датской Вест-Индии. 16 декабря 1807 года эскадра под командованием контр-адмирала сэра Александра Кокрейна на борту его флагмана Belleisle, и отряд солдат под командованием генерала Бойера, отплыли из Барбадоса, и 21 декабря эскадра стала на якоре у острова Сент-Томас. Датскому губернатору был направлен ультиматум о безоговорочной капитуляции и после короткого обсуждения датчане выполнили условия ультиматума. Остров в тот же день официально сдался британским войскам и перешел под власть Великобритании. 25 декабря остров Санта-Крус последовал примеру своего соседа.
В январе 1809 года Belleisle вошел в состав эскадры контр-адмирала Александра Кокрейна которой было поручено захватить
Мартинику. Силы вторжения, состоящие из 44 судов и транспортов, перевозящие 10 000 солдат под командованием генерал-лейтенанта Джорджа Беквита, отплыли к Мартинике 28 января. Эскадра прибыла к острову 30 января, и 3000 солдат под командованием генерал-майора Фредерика Мейтленда были высажены на берег не встретив сопротивления. 600 солдат были высажены на берег в районе мыса Соломон с борта 74-пушечного Belleisle под командованием капитана Уильяма Чарльза Фахи. Оставшаяся часть армии из 6500 человек была высажена в северной части острова под командованием генерал-майора сэра Джорджа Прево. Французский гарнизон был вынужден отступить к нескольким укрепленным
позициям, последняя из которых сдалась 24 февраля 1809 года.
В 1811 году Belleisle был переведен на рейдовую службу в гавани Портсмута, а в 1814 году было принято решение отправить корабль на слом.